# Phyllachora urophylla
Phyllachora urophylla är en svampart som beskrevs av Höhn. 1912. Phyllachora urophylla ingår i släktet Phyllachora och familjen Phyllachoraceae.   Inga underarter finns listade i Catalogue of Life.